# IIHF U20 Challenge Cup of Asia 2018
IIHF U20 Challenge Cup of Asia 2018 byl čtvrtý asijský U20 turnaj v ledním hokeji. Následoval čtyři roky po předchozím ročníku a nestartovala v něm elitní družstva, ale pouze týmy, které se nezúčastnily mistrovství světa do 20 let. Konal se od 12. do 17. prosince 2017 v Petaling Jayi nedaleko Kuala Lumpuru v Malajsii. Turnaje se zúčastnilo pět družstev, která hrála jednokolově každé s každým v hale Empire City Ice Arena pro 700 diváků. Vítězství si připsali junioři domácí Malajsie před juniory Kyrgyzstánu a juniory Spojených arabských emirátů.

## Výsledky
|    |                         | Malajsie | Kyrgyzstán | Spojené arabské emiráty | Filipíny | Indie | V | VP | PP | P | VG | OG | B  |
| 1. | Malajsie                | ***      | 6:1        | 7:2                     | 11:0     | 12:4  | 4 | 0  | 0  | 0 | 36 | 7  | 12 |
| 2. | Kyrgyzstán              | 1:6      | ***        | 10:2                    | 12:4     | 13:2  | 3 | 0  | 0  | 1 | 36 | 14 | 9  |
| 3. | Spojené arabské emiráty | 2:7      | 2:10       | ***                     | 8:4      | 6:0   | 2 | 0  | 0  | 2 | 18 | 21 | 6  |
| 4. | Filipíny                | 0:11     | 4:12       | 4:8                     | ***      | 11:5  | 1 | 0  | 0  | 3 | 19 | 36 | 3  |
| 5. | Indie                   | 4:12     | 2:13       | 0:6                     | 5:11     | ***   | 0 | 0  | 0  | 4 | 11 | 42 | 0  |